# 邵式平

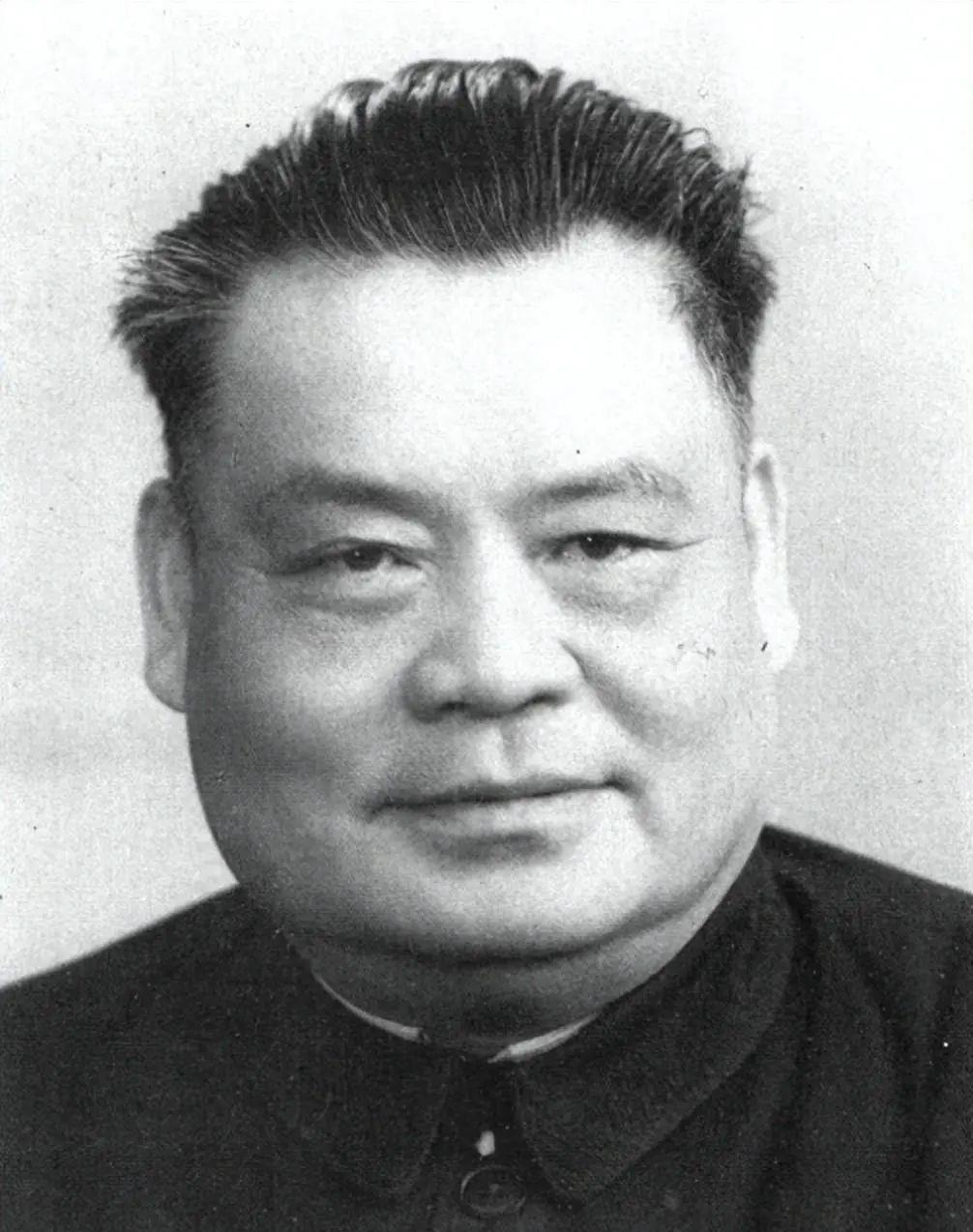
邵式平

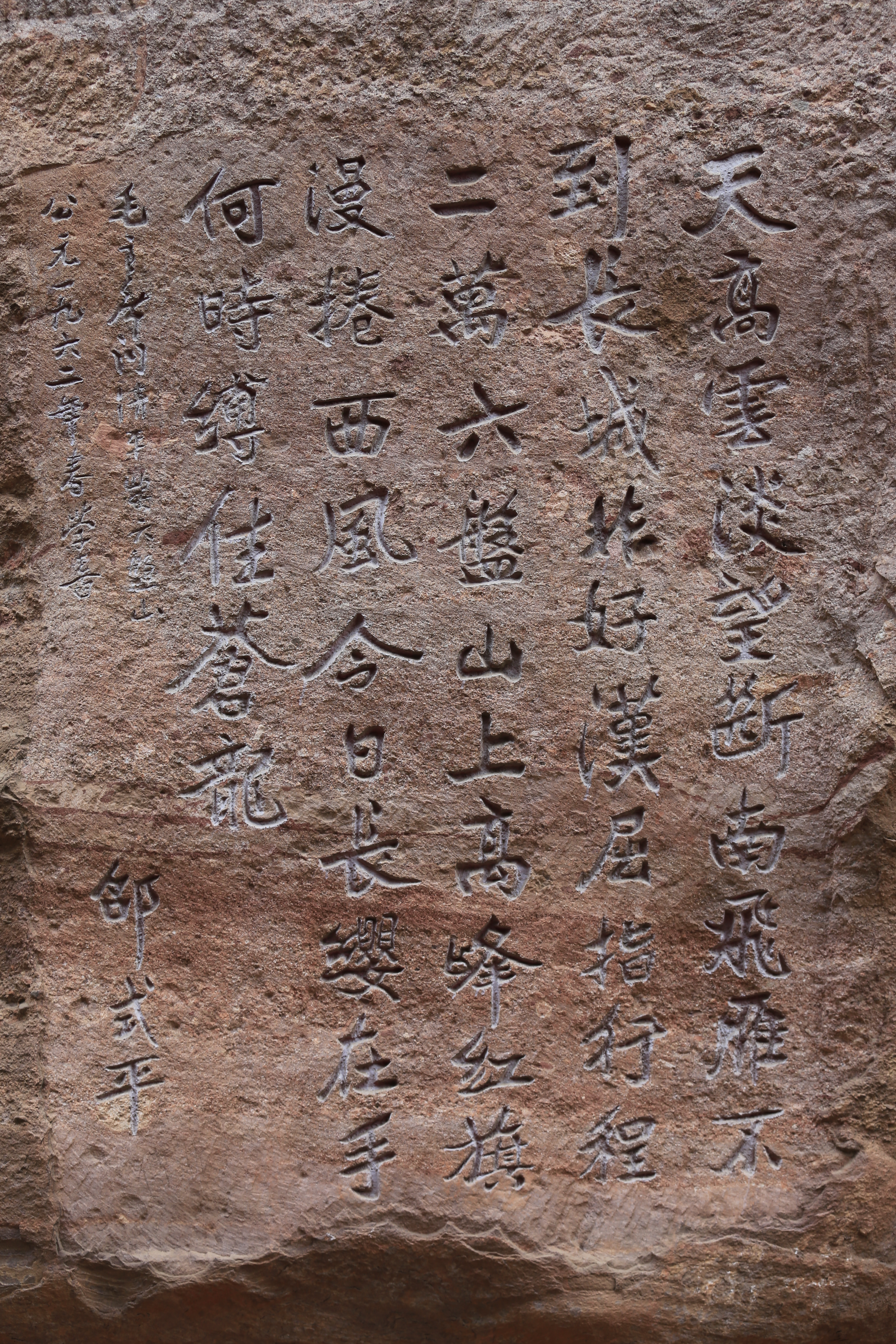
邵式平在弋阳龟峰的题刻

邵式平（1900年1月—1965年3月24日），字守一，男，江西弋阳人，中国政治人物，中華人民共和國成立后江西省首任省长。

## 生平

### 革命岁月
邵式平是江西弋阳曹溪镇邵家畈村人。1916年就读弋阳县立高等小学，与同学方志敏结为挚友。
1922年考入北京师范大学史地系。1925年在北师大加入中国社会主义青年团，同年转为中国共产党党员。
1928年1月与方志敏、黄道等领导弋横暴动，创建赣东北革命根据地。1930年7月，任红十军政委。
1931年11月后任中央革命军事委员会委员、闽赣省苏维埃政府主席、闽赣省委书记、闽赣军区代政委等职。1931年、1934年两度被选为中华苏维埃共和国中央执行委员。
在长征中曾担任纵队参谋长、政治部主任。1935年11月18日，任中华苏维埃共和国西北联邦政府主席。到达陕北后，任陕北公学教育长、抗日军政大学第二分校副校长、晋察冀边区政府粮食局局长等职。
抗日战争胜利后到东北，历任中共辽吉省委副书记兼军区副政委，嫩江省委副书记兼军区副政委，西满财经委员会副主任，东北财经委员会、计划委员会副主任。

### 主政江西
中華人民共和國成立后，历任中共华东局委员，中共江西省委第二书记，江西省人民政府主席、江西省人民委员会省长。在中共八大上，当选为中央候补委员。   
邵式平的成绩首先体现在南昌的城市建设上。担任省长期间，兼任南昌市城市建设委员会首席主任委员。1951年，南昌市规划城市建设，他在城东废城墙基础上，开辟八一大道。邵式平本想把八一大道建成81米宽、井冈山大道建成60米宽的“快速公路”，战时可作临时飞机场，但当时有人认为没有必要修那样宽的大道，甚至一些省级领导也不同意，最终双方只能妥协，八一大道只有60多米宽，井冈山大道只有40多米宽。即使这样，八一大道建成时也仅次于北京的长安街。而八一广场建成时仅次于天安门广场。现在八一大道依然担当着南昌城市主干道的重要角色，当时在其两侧建成的江西宾馆、江西饭店、南昌百货大楼、江西艺术剧院、江西革命烈士纪念堂至今仍是南昌市标志性建筑。
邵式平还指出：“南昌的发展要建一江两岸，学武汉三镇。南昌市如果向江北发展，空间非常大，也少占良田，一定要搞昌北科学城……1954年八一大桥木头桥改建水泥桥时应是四车道，人车分行，或上下立体，而苏联专家设计的两车道人车混行是错误的……南昌原水面只能扩大不能缩小，南湖、北湖、东湖、贤士湖、青山湖，要湖湖相通，路边、湖周边多栽樟树。南昌湖水相连、绿树成阴了，四大火炉的帽子也就摘掉了。”这些设想在当时无疑是超前的。现在，老八一大桥已于1990年代拆除重建，南昌也在大力发展赣江西岸红谷滩，而城内各湖，虽面积稍有缩小，但大体还是遵循当时设想。
邵式平另一举措是大力开发山区。1950年代，江西人口快速增长，邵式平考虑到本省特点山多田少，动员全省五万干部上山下乡，号召大家向荒山野岭、闲置湖泊开战、创业，并建立多个垦殖场。接着，他又创办“江西共产主义劳动大学”，分校遍布全省各地，这一创举后来蔓延到全国。这些举措保证当时江西粮食供应，在1950年代末，江西不但没有饥荒，而且还是粮食输出大省。当时周边数省有大量人口流入江西，大多由垦殖场和共大安置、接纳。但这些举措也同时破坏环境，直接后果是水土加重流失，鄱阳湖水面日益减少，1990年代末的退耕还林、退田还湖正是对其的纠正。
1965年3月24日，因心脏病在南昌逝世，終年65歲。